# Wereldkampioenschap schaatsen allround 1924
Het Wereldkampioenschap schaatsen allround 1924 werd op 1 en 2 maart in het Pohjoissatama te Helsinki gehouden.
Titelverdediger was Clas Thunberg, die in het Östermalms Idrottsplats in Stockholm wereldkampioen was geworden. Roald Larsen won zijn eerste titel.

## Eindklassement
| Rang   | Schaatser              | Land      | Punten | 500m      | 5000m       | 1500m       | 10.000m      |
| ------ | ---------------------- | --------- | ------ | --------- | ----------- | ----------- | ------------ |
| Goud   | Roald Larsen           | Noorwegen | 7      | 46,0 (3)  | 8.54,5 (1)  | 2.27,8 (1)  | 18.18,0 (3)  |
| Zilver | Uuno Pietilä           | Finland   | 13.5   | 47,3 (8)  | 8.57,8 (2)  | 2.29,9 (4)  | 18.05,9 (1)  |
| Brons  | Julius Skutnabb        | Finland   | 17     | 47,0 (6)  | 9.01,8 (4)  | 2.29,9 (4)  | 18.20,2 (4)  |
| 4      | Asser Wallenius        | Finland   | 19     | 45,4 (2)  | 9.05,2 (7)  | 2.29,5 (3)  | 18.58,5 (9)  |
| 5      | Ivar Ballangrud        | Noorwegen | 21     | 49,8 (12) | 9.00,5 (3)  | 2.31,0 (6)  | 18.17,0 (2)  |
| 6      | Toivo Ovaska           | Finland   | 24.5   | 47,0 (6)  | 9.12,4 (9)  | 2.29,4 (2)  | 19.06,2 (10) |
| 7      | Yrjö Päivinen          | Finland   | 30     | 50,0 (13) | 9.03,6 (6)  | 2.33,9 (9)  | 18.36,2 (5)  |
| 8      | Viljo Kanerva          | Finland   | 33     | 48,8 (11) | 9.08,2 (8)  | 2.34,4 (10) | 18.50,3 (7)  |
| 9      | Lauri Helanterä        | Finland   | 37     | 46,5 (4)  | 9.39,9 (14) | 2.33,1 (8)  | 20.14,2 (13) |
| 10     | Ilmari Danska          | Finland   | 38     | 47,8 (9)  | 9.32,6 (13) | 2.32,6 (7)  | 19.49,3 (12) |
| 11     | Walter Tverin          | Finland   | 40     | 47,9 (10) | 9.19,1 (10) | 2.35,5 (13) | 19.20,8 (11) |
| 12     | Karl Bergström         | Finland   | 42     | 51,8 (14) | 9.20,2 (12) | 2.40,8 (14) | 18.47,0 (6)  |
| 13     | Christfried Burmeister | Estland   | 42     | 55,7 (15) | 9.19,2 (11) | 2.34,6 (12) | 18.56,8 (8)  |
| NS4    | Harald Belewicz        | Finland   | -      | 46,8 (5)  | 9.43,0 (15) | 2.34,4 (10) | NS           |
| NS3    | Hermann Kleeberg       | Duitsland | -      | 58,0 (16) | NF          | NS          |              |
| NS3    | Clas Thunberg          | Finland   | -      | 45,0 (1)  | 9.03,2 (5)  | NS          |              |

* = met val
NC = niet gekwalificeerd
NF = niet gefinisht
NS = niet gestart
DQ = gediskwalificeerd